# Carvalho Tamme-Lauri

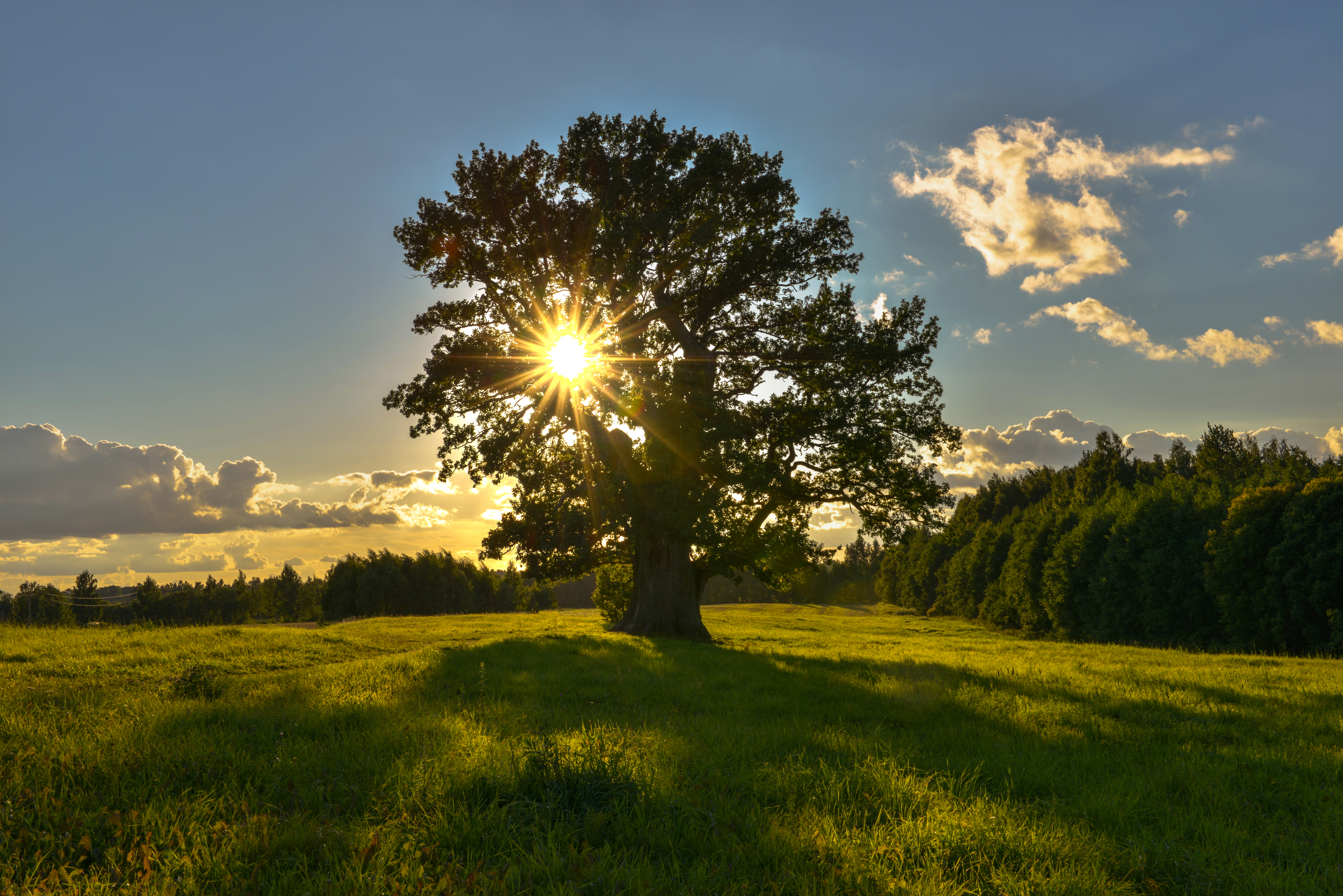
Carvalho Tamme-Lauri

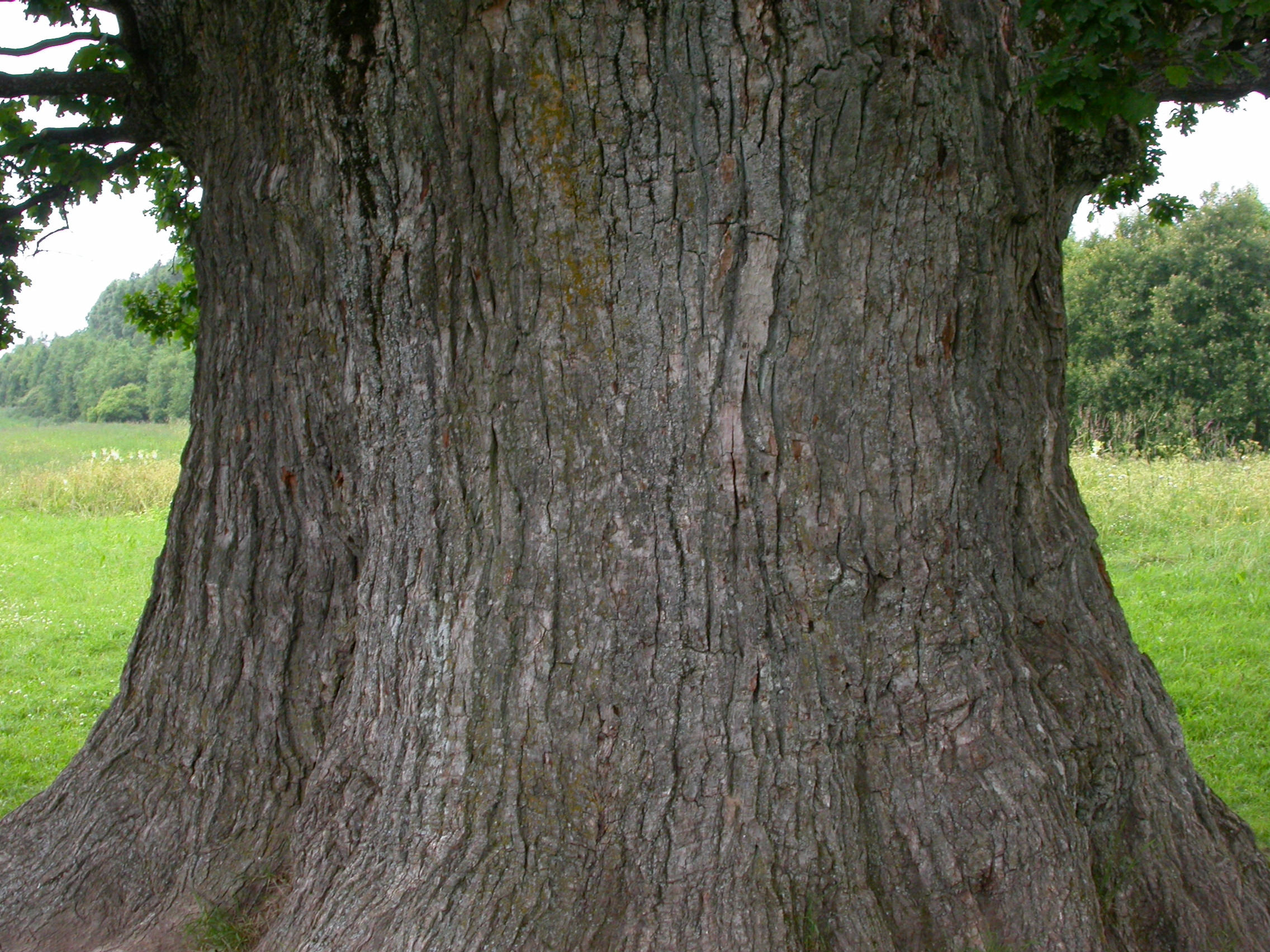
O tronco do Tamme-Lauri

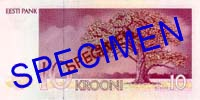
O carvalho na nota de dez coroas estonianas

O Carvalho Tamme-Lauri  é a árvore mais antiga e mais grossa da Estônia, localizada em Urvaste, Võru.
A árvore tem  17 m de circunferência, 831 cm no tronco, 13 m de altura a partir do solo
Segundo  pesquisadores, ela foi plantada por volta de 1326.
O carvalho foi atingido repetidamente por raios, prejudicando os ramos, e o centro ficou oco.
Cabiam até sete pessoas dentro da árvore, antes de ter sido preenchido com 8 ton. de concreto armado. A árvore ainda é viável, apesar de ter perdido seu topo por causa dos relâmpagos.
O nome do carvalho Tamme-Lauri vem de uma  fazenda no local, que por sua vez tem o seu nome derivado do espírito que pensavam viver no carvalho, um espírito do fogo chamado Laurits, que às vezes trazia boa sorte, outras vezes trazia má sorte.
Uma imagem do carvalho Tamme-Lauri ilustra a parte de trás das notas de 10 krooni (coroas) da Estônia
O carvalho está sob proteção desde 1939 mas o terreno onde a árvore está localizada só foi comprada pelo Ministério do Meio Ambiente da Estonia em 2006 e o carvalho está sob proteção desde 1939.